# Kuga
 Ovo je glavno značenje pojma Kuga. Za druga značenja pogledajte Kuga (razdvojba).
Kuga (pestis, bubonska kuga, crna smrt) je akutna, teška infekcija koja se najčešće pojavljuje u bubonskom obliku ili u obliku pneumonije, a uzrokovana je bakterijom Yersinia pestis.

## Etiologija i epidemiologija
Yersinia pestis (ranije Pasteurella pestis), kratki je bacil koji se često boji bipolarno (osobito u bojenju po Giemsi), te tako može biti nalik na sigurnosnu iglu.
Kuga je primarno bolest divljih glodavaca (npr. štakora, miševa, vjeverica i prerijskih pasa); može biti akutna, subakutna ili kronična, te urbana (uglavnom mišja) ili silvatična. Poznate su masovne humane epidemije (npr. srednjovjekovna Crna smrt); u novije doba kuga se pojavljivala sporadično ili u ograničenim epidemijama. U SAD-u se preko 90 % humanih slučajeva kuge pojavljuje u jugozapadnim državama, napose u Novom Meksiku, Arizoni, Kaliforniji i Coloradu. Bubonska kuga je najčešći oblik. 
Kuga se prenosi s glodavaca na ljude ugrizom inficirane buhe. Interhumani prijenos nastaje inhalacijom kapljica koje iskašlje bolesnik s bubonskom ili kužnom sepsom koji ima lezije na plućima (primarna plućna kuga). Neki slučajevi u endemskim područjima u SAD-u bili su povezani s kućnim ljubimcima, osobito mačkama. Bolest se s mačke može prenijeti ugrizom ili, ako mačka ima plućnu kugu, inhalacijom inficiranih kapljica.

## Simptomi i znaci
Kod bubonske kuge inkubacija je obično 2 do 5 dana, ali varira od nekoliko sati do 12 dana. Bolest počinje naglo, često sa zimicama, a temperatura raste na 39,5 do 41 ˚C (103 do 106 ˚F). Puls može biti ubrzan i filiforman; moguća je hipotenzija. Povećani limfni čvorovi (buboni) pojavljuju se s vrućicom ili kratko nakon nje. Najčešće su zahvaćeni femoralni ili ingvinalni limfni čvorovi (50 %), zatim aksilarni (22 %), cervikalni (10 %) ili limfni čvorovi više regija (13 %). Tipično je da su čvorovi izuzetno osjetljivi i tvrdi, okruženi značajnim edemom; u 2. tjednu bolesti može doći do njihove supuracije. Predležeća je koža glatka i zacrvenjena ali često nije topla. Izgled primarne kožne lezije koja se ponekad pojavljuje na mjestu ugriza, može varirati od male vezikule s blagim lokalnim limfangitisom do velike krustozne promjene (eshara). Bolesnik može biti nemiran, delirantan, konfuzan i nekoordiniran. Jetra i slezena mogu biti povećane. Broj leukocita je obično od 10000 do 20000/μL s dominacijom nezrelih i zrelih neutrofila. Do supuracije limfnih čvorova može doći u 2. tjednu. 
Nakon inkubacije primarne plućne kuge, koja iznosi iznosi 2 do 3 dana, slijedi nagli početak bolesti s vrućicom, zimicama, tahikardijom i često jakom glavoboljom. Kašalj, koji u početku nije izrazit, razvija se unutar 20 do 24 h; iskašljaj je u početku sluzav,  ubrzo postaje krvav, a zatim postaje jednoliko ružičast ili svijetlo crven (nalik na sirup od malina) i pjenušav. Prisutni su tahipnoja i dispnoja ali nema pleuritisa. Znaci konsolidacije su rijetki, a hropci mogu biti odsutni. RTG snimka pokazuje brzo progresivnu upalu pluća. 
Kužna se sepsa obično pojavljuje zajedno s bubonskim oblikom bolesti, kao akutna, fulminantna bolest. U 40 % bolesnika prisutna je bol u trbuhu, vjerojatno zbog mezenterijalne limfadenopatije. Faringealna kuga i meningitis manje su česti oblici bolesti. Pestis minor je benigni oblik bubonske kuge koji se obično javlja samo u endemskim područjima. Limfadenitis, vrućica, glavobolja i prostracija, povlače se u roku od tjedan dana.

## Dijagnoza i prognoza
Dijagnoza se osniva na izolaciji mikroorganizma iz krvi, sputuma ili aspirata limfnog čvora. S obzirom na to da kirurška drenaža može dovesti do diseminacije mikroorganizma, bolje je umjesto nje učiniti punkciju i aspiraciju bubona. Y. pestis može rasti na običnim hranilištima ili se može izolirati inokulacijom laboratorijskih životinja (osobito zamorca). Od seroloških testova mogući su reakcija vezanja komplementa, pasivna hemaglutinacija i imunofluorescencija na uzorku limfnog čvora, bioptatu ili izlučevinama. Prethodna cijepljenje diferencijalno dijagnostički ne isključuje kugu, jer se klinička bolest može pojaviti i u cijepljenih osoba. 
Smrtnost neliječenih bolesnika s bubonskom kugom iznosi oko 60 %, a većina smrtnih slučajeva nastaje zbog sepse u roku od 3 do 5 dana. Većina neliječenih bolesnika s plućnom kugom umire unutar 48 sati od početka bolesti. Kužna sepsa može biti smrtonosna prije no što dođe do predominacije bubonskih ili plućnih manifestacija.

## Profilaksa i liječenje
Potrebna je kontrola glodavaca i upotreba repelenata, kako bi se minimizirala mogućnost ugriza buha. Iako imunizacija sa standardnom inaktiviranim cjepivom protiv kuge pruža zaštitu, cijepljenje nije indicirano za većinu putnika u zemlje koje prijavljuju slučajeve kuge. Putnici bi, u razdoblju ekspozicije, trebali razmotriti profilaksu tetraciklinom 500 mg PO svakih 6 h.
Brzo započeto liječenje smanjuje smrtnost na <5 %. Kod septikemične ili pneumonične kuge, liječenje mora početi unutar 24 h sa streptomicinom 30 mg/kg/dan IM podijeljeno u 4 doze, svakih 6 h, kroz 7 do 10 dana. Mnogi liječnici daju veće inicijalne doze, do 0,5 gr IM svaka 3 h, kroz 48 h. Alternativa je tetraciklin 30 mg/kg IV ili PO podijeljeno u 4 doze. Gentamicin je također vjerojatno djelotvoran, iako to nije provjereno kontroliranim kliničkim pokusima. Meningitis uzrokovan kugom liječi se kloramfenikolom u početnoj dozi od 25 mg/kg IV, zatim 50 mg/kg/dan, podijeljeno u 4 doze IV ili PO. Na Madagaskaru je opisan multirezistentni soj. 
Rutinske mjere izolacije su adekvatne za bolesnike s bubonskom kugom. Kod onih s primarnom ili sekundarnom plućnom kugom nužna je stroga izolacija (uzročnik se prenosi zrakom). Svi kontakti s plućnom kugom moraju biti pod medicinskim nadzorom; potrebno im je mjeriti temperaturu svaka 4 h kroz 6 dana. Ako to nije moguće, može im se dati tetraciklin 1 gr/dan PO kroz 6 dana, no ovakva praksa može izazvati pojavu rezistentnih sojeva.

## Kuga u književnosti
- Radnja Boccacciova Dekamerona zbiva se u Firenci 1348., za vrijeme epidemije kuge.
- Roman Kuga Alberta Camusja govori o izmišljenoj epidemiji u Oranu, 40-ih godina 20. stoljeća.
- Iscjelitelj (The Physician) Noaha Gordona također spominje kugu, ali ne u Europi, nego u Perziji.
- Maska crvene smrti (The Masque of the Red Death) Edgara Allana Poea